# Hector Hogan
Hector Dennis « Hec » Hogan  (né le 15 juillet 1931 à Rockhampton et mort le 2 septembre 1960 à Brisbane) est un athlète australien, spécialiste du sprint.

## Carrière
Il remporte dix titres de champion d'Australie : 7 sur 100 yards, 2 sur 220 yards et un au saut en longueur. En mars 1954, il égale le record du monde du 100 yards en 9 s 3, et du 100 m en 10 s 2 sur une piste en herbe à Sydney.
Il s'illustre lors des Jeux olympiques de 1956 en remportant la médaille de bronze du 100 mètres en 10 s 6, derrière les Américains Bobby Morrow et Thane Baker.

### Palmarès
| Date | Compétition          | Lieu      | Résultat | Épreuve       |
| ---- | -------------------- | --------- | -------- | ------------- |
| 1954 | Jeux du Commonwealth | Vancouver | 3e       | 100 yards     |
| 1954 | Jeux du Commonwealth | Vancouver | 3e       | 4 x 110 yards |
| 1956 | Jeux olympiques      | Melbourne | 3e       | 100 m         |

### Records
| Épreuve | Performance | Lieu | Date |
| ------- | ----------- | ---- | ---- |
| 100 m   | 10 s 2      |      | 1954 |